# Zak McKracken – Between Time and Space
Zak McKracken – Between Time and Space ist ein 2008 erschienenes Point-and-Click-Fanadventure. Es ist eine inoffizielle Fortsetzung zum 1988 erschienenen Spiel Zak McKracken and the Alien Mindbenders, wurde aber nicht von LucasArts entwickelt. Stattdessen ist dieses Spiel Resultat eines Fanprojektes und wurde in einer gut siebenjährigen Entwicklungszeit zu nicht-kommerziellen Zwecken entwickelt.

## Handlung
Der Spieler übernimmt wie im Originalspiel die Rolle von Zak McKracken, einem frustrierten Boulevardreporter aus San Francisco. Die Story beginnt in der Nacht des 27. Juli 2009: Zak befindet sich – anscheinend wegen Recherchen zu einer neuen Story – als blinder Passagier an Bord einer russischen Frachtmaschine auf dem Flug von Memphis nach Zürich. Er erwacht, als das Flugzeug von einem UFO offenbar in der Luft festgehalten und von Außerirdischen geentert wird.
Am nächsten Morgen erwacht Zak in seinem Bett in seiner Wohnung und hält die Ereignisse an Bord für einen intensiv erlebten Traum. Als er jedoch eine Beule am Hinterkopf spürt, wird ihm klar, dass das Geschehen tatsächlich passiert sein muss. Da er sich nicht mehr erinnern kann, weshalb er an Bord dieser Maschine war, muss er herausfinden, was ihn dorthin gebracht hatte. Er reist dafür im Spiel um die Welt und besucht dabei Orte wie Paris, Mexiko, Schottland, Honolulu, den Nordpol, San Francisco und Zürich. Es verschlägt ihn auch in die Vergangenheit und in die Zukunft sowie in ein Raumschiff.

## Hauptcharaktere

### Zak McKracken
Der titelgebende Reporter arbeitet jetzt als Chefredakteur beim National Infiltrator und ist der Protagonist des Spiels. Er ist immer auf der Jagd nach einer guten Story.

### Die Caponier
Die Außerirdischen, die Zak McKracken schon im offiziellen Vorgänger das Leben schwer gemacht haben, versuchen erneut, die Weltherrschaft an sich zu reißen.

### Der King
Der Anführer der Caponier ist ein außerirdischer Elvis Presley mit entsprechender Perücke und rosafarbenem Cadillac im Schlafzimmer.

### Annie Larris
Annie ist die langjährige Nachbarin von Zak und wird von ihm schon lange vergeblich angehimmelt. Sie heiratet zunächst einen anderen Mann und macht sich eine schöne Zeit in Waikiki.

## Spielprinzip und Technik
Das Spiel verwendet die Visionaire-Engine, die von Teammitgliedern der Artificial Hair Bros. entwickelt wird. Diese Plattform ermöglicht es Spieleentwicklern, ohne große Programmierkenntnisse Point-and-Click-Adventures zu erstellen. Die Engine kann Grafiken, Animationen, Filmsequenzen und Audiodateien verarbeiten und bietet Vorlagen für Aktionsverben und ein Inventarsystem (ähnlich SCUMM).
Die Entwickler orientierten sich bei der Steuerung des Spiels an der Originalversion: Der Spielcharakter wird mittels Verben-Interface und Point-and-Click-Steuerung durch 2D-Umgebungen bewegt und kann mit bestimmten Charakteren und Gegenständen interagieren. Versucht der Spieler, eine Aktion auszuführen, die nicht möglich oder besonders sinnlos ist, äußert Zak einen entsprechenden Kommentar. Gelegentlich wird die Handlung des Spiels mittels 3-D-Filmsequenzen weiter erzählt, in die der Spieler nicht eingreifen kann. Der Protagonist kann im Spiel an bestimmten Stellen sterben. In solchen Fällen wird ein illustrierter Zeitungsartikel über sein Ableben eingeblendet. Das Spiel sichert dabei zuvor automatisch den Spielstand, sodass der Spieler von dieser Stelle weiterspielen kann. Für einige Rätsel gibt es verschiedene Lösungswege. Das Spiel verfügt zudem über zwei Schwierigkeitsgrade. Im einfachen Schwierigkeitsgrad entfallen einige Rätsel oder ihre Lösung wurde vereinfacht.

## Produktionsnotizen
Das Spiel erschien 2008 in deutscher Sprache für Microsoft Windows. Im Anschluss arbeiteten die Entwickler an einem Director’s Cut, der im Mai 2015 erschienen ist. In ihm wurden sowohl einige Bugs beseitigt als auch die Geschichte erweitert und andere Verbesserungen vorgenommen. Im Rahmen dieser Version wurde das Spiel auch in englischer Sprachausgabe, mit französischen Untertiteln und für OS X und Linux angeboten. Zu dem Spiel gibt es keine offizielle Lizenz von LucasArts. Allerdings hat LucasArts auch bisher keine rechtlichen Schritte gegen die Entwickler unternommen, obwohl die Firma in der Vergangenheit zuweilen gegen Fanadventure-Fortsetzungen anderer LucasArts-Adventures vorging.

### Sprecher
| Rolle                               | deutscher Sprecher       |
| ----------------------------------- | ------------------------ |
| Zak McKracken                       | Jeffrey Wipprecht        |
| Versicherungsvertreter              | Kim Hasper               |
| Flugzeugkapitän                     | Engelbert von Nordhausen |
| Deborah Dubinovski                  | Nicole Engeln            |
| Koch, Restaurantgast                | Falk Puschmann           |
| Stanislav, Cabana-Junge, Archäologe | Klaus Götsch             |
| Angler                              | Ralf Pappers             |
| Stewardess                          | Gerlinde Jänicke         |
| Caponiere, Hacker, Pfadfinder       | René Dawn-Claude         |
| Gärtner                             | Marcus Henschel          |
| Araber                              | Mohamed El-Chartouni     |

## Easter Eggs und Cameo-Auftritte
Die Entwickler bauten einige Easter Eggs und Cameos in das Spiel ein. Nachdem Zak in Schottland angekommen ist, ist beispielsweise eine Zwischensequenz mit den Antagonisten, den außerirdischen Caponiern, zu sehen. In dieser Sequenz erscheint David Fox (Spielentwickler und Designer von Zak McKracken and the Alien Mindbenders) auf einem Bildschirm und erzählt den Caponiern (auf Englisch, gesprochen von David Fox), dass er von ihnen geträumt hat. Als Zak daraufhin nach Hause zurückkehrt, hat in der Zwischenzeit Al Lowe auf seinen Anrufbeantworter gesprochen, der ihm (auf Englisch, gesprochen von Al Lowe, dem Spielentwickler und Erfinder der Larry-Reihe) viel Glück bei seinem Abenteuer wünscht. Nachdem Zak bei sich zuhause die Elvis-Perücke gebastelt hat, hat sein Fernseher, auf dem zuvor nur Werbung zu sehen war, einen Kurzschluss. Schaltet er nun den Fernseher an, sind David Fox und Matthew Kane (Komponist des Zak-McKracken-Soundtracks) als Gäste in einer Talkshow zu sehen. Sie erzählen von wohlgesonnenen Außerirdischen, den Skolariern, und einer Maschine, die Zak, „falls er wirklich existiert“, benutzen soll, um die Welt zu retten. Die Moderatorin Camilla wird (ebenfalls ausschließlich auf Englisch) von David Fox’ Ehefrau, der Autorin Annie Fox, vertont.
Abgesehen davon gibt es im Spiel Anspielungen auf andere Adventures, zumeist aus dem Hause LucasArts. Der Friseur Stanislav erinnert an den verkaufstüchtigen, gesprächigen Stan aus Monkey Island. Sein Perückenmodell, ein sprechender Schädel namens Murray, ist eine Anspielung auf den Totenschädel gleichen Namens aus The Curse of Monkey Island. Die Geheimzahl 1138, mit der Zak im Flugzeug den Koffer des Terroristen öffnet, ist eine Anspielung auf THX 1138, einen Science-Fiction-Film von George Lucas. Beim Versuch in Paris den Kanalisationsdeckel anzuheben erwidert der Protagonist, dass er nicht George Stobbart heißt – eine Anspielung auf Baphomets Fluch.

## Rezeption
Laut GameStar gilt das Spiel als eines der besten Freeware-Spiele. Auf Chip.de wurde das Spiel unter den besten 50 Gratis-Spielen genannt.
Peter Steinlechner nannte auf Golem.de die Aufgaben des Spiels „clever aufgebaut und schön originell“. Er kritisierte einige der Rätsel, die sich gegenüber dem 20 Jahre alten Originalspiel kaum weiterentwickelt hätten und auch die Grafik bemängelt er („nicht ganz topaktuell“). Dagegen lobte er die Dialoge und Synchronsprecher, ebenso das Verbensystem der Benutzeroberfläche. Er kam zum Fazit „Between Time and Space ist ein spannendes, witziges und originelles Spiel, für das man von Genrefans durchaus auch Geld verlangen könnte.“
Laut Timo Steinhaus von Gamona.de braucht das Spiel „den Vergleich mit anderen, professionell erstellten Adventures nicht zu scheuen.“ Er lobt neben dem Spielspaß und der Detailverliebtheit der Entwickler die Musik und die vertonten Dialoge.
Die Retro-Gamer-Redaktion bezeichnet Zak McKracken – Between Time And Space im Retro Gamer Spezial 2016 als „Das hochwertigste und beste Fanadventure“.